# U-608
Unterseeboot 608 foi um submarino alemão do Tipo VIIC, operando na Kriegsmarine durante a Segunda Guerra Mundial. O seu projeto foi encomendado no dia 22 de maio de 1940, sendo construído pela Blohm + Voss em Hamburgo e lançado ao mar no dia 11 de dezembro de 1941. Foi comissionado no dia 5 de fevereiro de 1942 pelo Kapitänleutnant Rolf Struckmeier.
O U-608 esteve em operação entre os anos de 1942 e 1944, realizando nestes dois anos e meio nove patrulhas de guerra, nas quais afundou cinco navios aliados, num total de 35 830 toneladas de arqueação. Participou de 19 operações de ataque combinado que visavam atacar os comboios aliados, tendo nestas afundado quatro navios, dois do comboio ON-127 e outros dois do comboio SC-118. Foi afundado na sua nona patrulha de guerra, no dia 10 de agosto de 1944, por cargas de profundidade  lançadas pelo HMS Wren e por uma aeronave Liberator no Golfo da Biscaia. Todos os seus 52 tripulantes sobreviveram ao naufrágio.

## Características técnicas
O U-608 pertenceu à classe de U-boot Tipo VIIC, uma evolução do Tipo VIIB, possuindo praticamente o mesmo motor e potência, mas era um pouco mais largo e mais pesado, fato este que teve como consequência uma velocidade menor que a do seu antecessor. O primeiro desta classe a ser comissionado foi o U-69 no mês de novembro de 1940, sendo comissionados durante a guerra um total de 568 submarinos.
O seu comprimento era de 67,1 metros, altura total de 9,60 metros e boca de 6,20 metros. A sua profundidade máxima de serviço era de 220 metros. Tinha um deslocamento de 769 metros cúbicos quando estava na superfície e 871 metros cúbicos quando imerso. Era movido por duas hélices com três pás cada, com 1,62 m de diâmetro, sendo direcionado por um leme duplo.

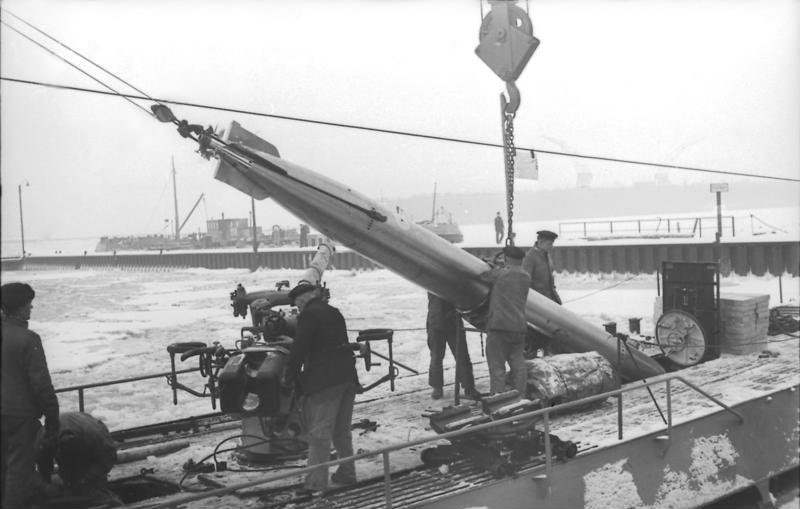
Reposição de torpedos e Canhão de 88 mm.

Era propulsionado por dois motores diesel de seis cilindros de 1 400 cv, alcançando 470-490 rpm. Tinha capacidade máxima de 113 toneladas de combustível em seus tanques, sendo também enchidos os tubos de torpedos números um e três com combustível, passado posteriormente para os tanques de combustível conforme o nível baixava.
Possuía também dois motores elétricos AEG com 375 cv cada, alcançando 295 rpm. Dois grupos de baterias elétricas com 62 células movimentavam estes motores elétricos, que tinham capacidade de gerar 9 160 A.h.
O U-608 tinha uma autonomia de 8 500 milhas (15 742 km) a uma velocidade de 10 nós (18,5 km/h) estando na superfície; já numa velocidade de 17 nós a sua autonomia caía para 3 450 milhas. Quando combinados os motores elétricos e a diesel, podia alcançar 9 400 milhas numa velocidade de 10 nós.
Estando submerso, apenas os motores elétricos podiam ser usados, pelo fato de os motores a diesel consumirem o oxigênio do ar. Quando numa velocidade de 4 nós tinha um alcance de 80 milhas, já numa velocidade de 2 nós tinha uma alcance de 120 milhas.
Era equipado com cinco tubos lança-torpedos, estando quatro na proa e um na popa, tendo uma dimensão de 53,3 centímetros de alma e podendo levar 14 torpedos por patrulha. Já em seu convés possuía um canhão de 88 mm usado para ataques na superfície, levando 250 munições para o mesmo. A sua metralhadora antiaérea era de calibre 20 mm, carregando 4 380 cartuchos.

## Comandantes
O U-608 teve dois comandantes, sendo o primeiro deles o Kapitänleutnant Rolf Struckmeier, que assumiu o comando deste submarino no dia 5 de fevereiro de 1942 e permaneceu até o dia 12 de janeiro de 1944, realizando neste período 5 patrulhas de guerra num total de 289 dias, afundando 5 embarcações aliadas com a soma de 35 830 toneladas de arqueação. Após a saída de Struckmeier, quem assumiu o comando foi o Oberleutnant zur See Wolfgang Reisener no dia 21 de janeiro de 1944, o qual realizou 4 patrulhas de guerra, permanecendo 81 dias no mar até ser afundado no dia 10 de agosto de 1944.
| Comandante              | Data                                           |
| ----------------------- | ---------------------------------------------- |
| Kptlt. Rolf Struckmeier | 5 de fevereiro de 1942 - 12 de janeiro de 1944 |
| Oblt. Wolfgang Reisener | 21 de janeiro de 1944 - 10 de agosto de 1944   |

## Operações

### Primeira patrulha de guerra
O U-608 saiu em sua primeira patrulha de guerra a partir da base de Kiel no dia 20 de agosto de 1942, sob o comando do Kapitänleutnant Rolf Struckmeier.
Participou nesta patrulha de uma operação de ataque combinado, denominada Stier, que teve início no dia 29 de agosto de 1942 e durou até o dia 2 de setembro. Esta operação contou com um total de seis U-Boots, não atacando nenhuma embarcação aliada.
Quando a operação Stier foi encerrada, o U-608 participou da operação Vorwärts, que já estava em andamento deste o dia 25 de agosto e que teve no total a participação de 18 U-Boots. Esta operação afundou um total de 15 navios aliados e danificou outros 9, sendo dois destes afundados pelo U-608.
À 01h 05min do dia 12 de setembro de 1942, o U-211 atacou os navios do comboio ON-127, danificando neste ataque o navio  Hektoria com dois torpedos e o Empire Moonbeam com um torpedo. O U-608 teve de abortar o ataque contra o comboio ON 127 após ser atacado por um navio que fazia a escolta deste comboio, voltando mais tarde para afundar estes dois navios que haviam sido danificados horas antes.

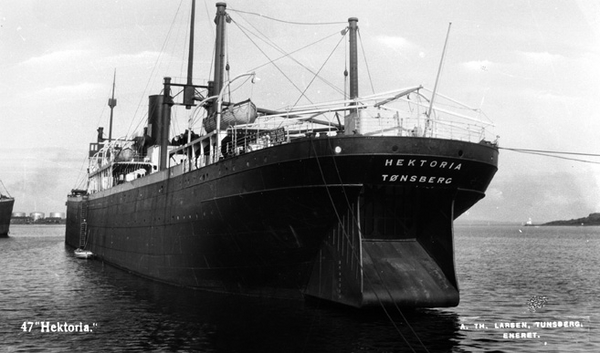
Navio Hektoria em foto tirada nos anos 30.

O U-608 afundou o navio Hektoria (comandante Frederick Arthur Gjertsen) às 03h 51min do dia 12 de setembro de 1942 . Dos 86 tripulantes, um morreu e os demais foram resgatados pelo HMCS Arvida. Pouco tempo depois, às 04h 59min afundou o navio Empire Moonbeam (comandante William George Stewart Hewison) . Dos 55 tripulantes, 3 morreram e os 52 sobreviventes foram resgatados pelo HMCS Arvida.
Permaneceu na operação Vorwärts até o dia 15 de setembro de 1942 e retornou para a base de St. Nazaire, após permanecer 36 dias no mar.

### Segunda patrulha de guerra
Partiu em sua segunda patrulha de guerra no dia 20 de outubro de 1942. No dia 10 de novembro de 1942, lançou ao mar dez minas TMC próximo ao farol Ambrose, Nova Iorque entre as 07h 16min e 08h 51min. As minas foram detectadas antes de qualquer embarcação ser danificada por elas.
No dia 15 de novembro perseguiu o navio irlandês Irish Pine (comandante Matthew O’Neill) durante oito horas, disparando um torpedo às 23h 39min, errando o disparo pelas más condições do tempo. Disparou em seguida à 00h 14 min no dia 16 de novembro de 1942, atingindo o navio na popa a uma distância de 800 metros após 80 segundos. O navio afundou à 00h 17min . A tripulação do navio foi vista saindo do navio num bote salva-vidas, mas nunca mais foi vista, sendo todos os 33 membros considerados mortos neste ataque.
No dia 27 de novembro de 1942 o submarino ficou sem combustível pelo atraso no reabastecimento devido ao mau tempo. Reabasteceu-se com um pouco de combustível do U-521, até ser reabastecido definitivamente pelo U-460. Permaneceu em alto mar até o dia 9 de dezembro de 1942, quando retornou para a base de St. Nazaire, após uma patrulha que durou 51 dias.

### Terceira patrulha de guerra
Saiu em sua terceira patrulha de guerra no dia 20 de janeiro de 1943, partindo da base de St. Nazaire. Participou da operação de ataque Pfeil, que teve início no dia 1 de fevereiro de 1943. Esta operação teve a participação de outros 13 U-Boots, afundando 11 navios e danificando outro durante o período em que esteve ativo.
O navio Daghild, que seguia no comboio SC-118, foi atingido no dia 7 de fevereiro às 04h 38min por um torpedo disparado pelo U-402, sendo o navio abandonado pela sua tripulação logo em seguida. O U-608 afundou o Daghild, que estava à deriva às 02h 37 min do dia seguinte, e afundou também o navio HMS LCT-2335, que estava sendo transportado por este . No dia 9 de fevereiro a operação foi dada por encerrada.
No dia 18 de fevereiro participou da operação Neptun, na qual onze U-Boots participaram e três navios aliados foram afundados, todos pelo U-405. A operação foi dispersada no dia 3 de março, sem que o U-608 tenha entrado em combate. Juntou-se à operação Neuland no dia 8 de março de 1943, operação esta que já estava em andamento desde o dia 4 do mesmo mês. Participaram dela 22 U-Boots, sendo que no dia 8 de março oito U-Boots deixaram esta operação para se juntar à operação Ostmark, que recebeu no mesmo dia o reforço de outros oito U-Boots. Permaneceu na operação Neuland até o dia 13 de março de 1943.
No dia seguinte, participou da operação Dränger, que havia se iniciado neste dia e que contou com a participação de 11 U-Boots. O U-608 deixou a operação e entrou na base de Bordeaux no dia 20 de março de 1943 devido a problemas técnicos, após uma patrulha que durou 69 dias.

### Quarta patrulha de guerra
Saiu em sua quarta patrulha de guerra no dia 8 de maio de 1943 a partir da base de Bordeaux. No dia 1 de junho de 1943 se formou a operação Trutz, que visava atacar o comboio GUS-7A. Esta operação contou com a participação de 18 U-Boots, dentre os quais estava o U-608, que permaneceu até o dia 16 de junho de 1943, quando a Trutz foi dividida em operações menores.
Uma das operações que se formaram a partir da Trutz foi a operação Trutz 1, que teve início no dia 16 de junho e contou com a participação de quatro U-Boots, tendo a missão de atacar o comboio GUS-8. Nenhum navio aliado foi atacado e a operação foi encerrada no dia 29 de junho de 1943. Alguns dias mais tarde o U-608 participou da operação Geier 1, que havia se iniciado no dia 30 de junho de 1943, contando com a participação de quatro U-Boots. Como nas operações anteriores, nenhuma embarcação aliada foi atacada e a formação de submarinos se dispersou no dia 15 de julho.
O U-608 entrou na base de St. Nazaire no dia 18 de julho de 1943, após permanecer no mar por um período de 72 dias, nos quais participou de três operações conjuntas, não tendo combatido nenhuma embarcação aliada.

### Quinta patrulha de guerra
Saiu em sua quinta patrulha de guerra no dia 23 de setembro de 1943 a partir da base de St. Nazaire, retornando para a base apenas três dias depois, 25 de setembro. Retomou a sua quinta patrulha no dia 2 de outubro de 1943, partindo em direção ao oceano Atlântico.
No dia 13 de outubro de 1943, às 18h 58min, o U-608 foi atacado por uma aeronave TBF Avenger (VC-9 USN/T-9, piloto Lt(jg) H. Fryatt) a aproximadamente 600 milhas ao norte dos Açores. Ao perceber a aproximação da aeronave o submarino mergulhou e a aeronave lançou um torpedo Fido, que caiu a aproximadamente 50 metros do submarino, não causando nenhum dano ao mesmo. A explosão, entretanto, cortou a linha hidráulica do trem de pouso da aeronave, que quando pousou colidiu contra outra aeronave Avenger estacionada, sendo mais tarde reparada.
Participou no dia 14 de outubro de 1943 da operação Schlieffen, que contou com um total de 18 U-Boots, dos quais o U-470, U-540, U-631, U-841 e U-844 foram perdidos em ação, não conseguindo atacar nenhuma embarcação aliada. A operação foi encerrada no dia 22 de outubro de 1943.
Neste mesmo dia, iniciou-se a operação Siegfried, que contou com a participação de 23 U-Boots, sendo o U-608 um deles. A operação se encerrou no dia 27 de outubro de 1943 sem nenhum ataque a navios aliados, como havia acontecido nas operações anteriores. Neste mesmo dia se iniciou a operação Siegfried 1, que teve a participação de seis U-Boots, permanecendo ativa até o dia 30 de outubro, quando esta foi encerrada.
No dia 31 de outubro teve inicio a operação Jahn, que contou com a participação de 12 U-Boots, sendo esta operação encerrada no dia 2 de novembro de 1943. Na sequência da Jahn, iniciou-se a operação Tirpitz 2, que aconteceu entre os dias 2 de novembro e 8 de novembro de 1943, contando com a participação de cinco U-Boots. Em seguida aconteceu a operação Eisenhart 7, que se iniciou no dia 9 de novembro de 1943 e durou até o dia 11 de novembro, contando com três U-Boots. A última operação desta patrulha foi a operação Schill 2, estando ativa entre os dias de 17 de novembro e 22 de novembro, contando com nove U-Boots. Nenhuma das operações anteriores resultou em ataques contra embarcações aliadas.
Após ter permanecido no mar por 58 dias, retornou para a base de St. Nazaire no dia 28 de novembro de 1943. Esta foi a última patrulha do Kapitänleutnant Rolf Struckmeier, que deixou o comando da unidade no dia 12 de janeiro de 1944 e se tornou oficial de treinamento na 20ª Flotilha.

### Sexta patrulha de guerra

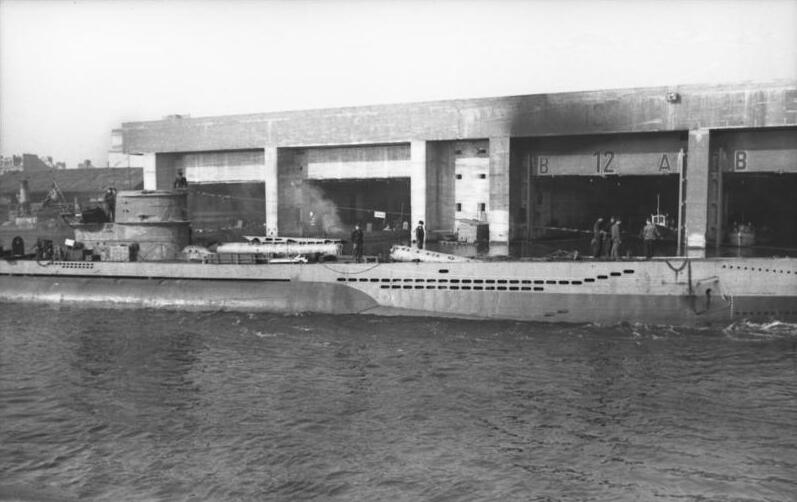
Base de U-Boots em Saint-Nazaire, França.

O U-608 partiu em sua sexta patrulha de guerra a partir da base de St. Nazaire no dia 29 de janeiro de 1944, tendo desta vez no comando o Oberleutnant zur See Wolfgang Reisener, que assumiu este comando no dia 21 de janeiro.
Na noite do dia 30 para 31 de janeiro o submarino foi atacado por uma aeronave Vickers Wellington MP813 (RAF 172 Squadron, piloto F/S L.D. Richards) na Baía de Biscay a oeste de Bordeaux, França , revidando com fogo antiaéreo, fazendo com que a aeronave colidisse contra a água logo em seguida sem conseguir lançar nenhuma carga de profundidade. A queda causou a morte dos seis tripulantes da aeronave.
Após alguns dias no mar, participou no dia 9 de fevereiro da operação Igel 2, que havia se iniciado no dia 3 de fevereiro. Esta operação contou com um total de 15 U-Boots e se estendeu até o dia 17 de fevereiro, quando se deu por encerrada sem combater nenhuma embarcação aliada.
No dia 10 de fevereiro, às 05h 06min, o U-608 foi atacado por uma aeronave britânica B-24 Liberator (RAF Sqdn 53/G, piloto S/L T. Spooner, DFC), que fazia a escolta dos navios do comboio HX 277, localizando o U-Boot em seu radar. A aeronave passou sobre o U-Boot e lançou seis cargas de profundidade e na segunda passada lançou outras duas. A artilharia antiaérea disparou contra a aeronave, não lhe causando nenhuma dano aparente, tendo o U-608 escapado com poucos danos.
No mesmo dia iniciou-se a operação Hai 1, que teve a participação de 16 U-Boots. Esta operação teve como resultado o naufrágio de um navio aliado, e em contrapartida três U-Boots foram perdidos: U-264, U-386 e [[U-406]]. A operação foi encerrada no dia 22 de fevereiro, sem que o U-608 entrasse em combate.
No dia 22 de fevereiro teve início a operação Preussen, que teve ao total a participação de 31 U-Boots. Nesta operação foram afundadas cinco embarcações aliadas e outra foi danificada; já do lado alemão, oito submarinos foram afundados: U-91, U-358, U-575, U-603, U-625, U-653, U-709 e U-744. A operação se encerrou no dia 22 de março, tendo o U-608 saído um pouco antes, no dia 14 de março.
O U-608 retornou para a base de St. Nazaire no dia 3 de abril de 1944, após ter permanecido no mar numa patrulha de 66 dias.

### Sétima patrulha de guerra
Após ter permanecido por mais de dois meses na base de St. Nazaire, o submarino saiu em sua sétima patrulha de guerra no dia 6 de junho de 1944. Entrou na base de Lorient apenas nove dias depois, no dia 14 de junho de 1944, sem enfrentar nenhuma embarcação aliada nesta patrulha.

### Oitava patrulha de guerra
Em sua oitava patrulha de guerra partiu da base de Lorient no dia 22 de julho de 1944, tendo retornado para a mesma base apenas dois dias depois.

### Nona patrulha de guerra
O U-608 saiu em sua nona e última patrulha de guerra no dia 7 de agosto de 1944 a partir da base de Lorient. No dia 10 de agosto de 1944 foi atacado e afundado por cargas de profundidade lançadas pela corveta HMS Wren (U28) e por uma aeronave B-24 Liberator na Baia de Biscay, próximo de La Rochelle. Todos os 52 tripulantes sobreviveram.

## Subordinação

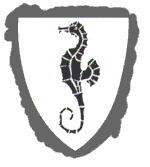
5ª Flotilha de submarinos.

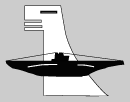
6ª Flotilha de submarinos.

Durante o seu tempo de serviço, esteve subordinado a duas flotilhas. A primeira delas foi a 5ª Flotilha de submarinos, também conhecida por Unterseebootsflottille "Emsmann", em homenagem a Hans Joachim Emsmann, comandante de submarinos durante a Primeira Guerra Mundial. Esta flotilha tinha como base a cidade de Kiel na Alemanha.
Depois serviu sob o comando da 6ª Flotilha de submarinos, Unterseebootsflottille "Hundius", em homenagem a Paul Hundius, comandante de submarinos durante a Primeira Guerra Mundial. Esta flotilha tinha como base de suas operações a cidade de Saint-Nazaire na França.
| Período                                       | Flotilha                                  |
| --------------------------------------------- | ----------------------------------------- |
| 5 de fevereiro de 1942 - 31 de agosto de 1942 | 5. Unterseebootsflottille (treinamento)   |
| 1 de setembro de 1942 - 10 de agosto de 1944  | 6. Unterseebootsflottille (serviço ativo) |

## Patrulhas
Durante todo o seu tempo de serviço, o U-608 realizou um total de nove patrulhas de guerra, permanecendo um total de 370 dias no mar.
|       | Comandante              | Partida                | Partida     | Chegada                | Chegada     | Dias     | Toneladas |
| ----- | ----------------------- | ---------------------- | ----------- | ---------------------- | ----------- | -------- | --------- |
| 1     | Oblt. Rolf Struckmeier  | 20 de agosto de 1942   | Kiel        | 24 de setembro de 1942 | St. Nazaire | 36 dias  | 20 646    |
| 2     | Oblt. Rolf Struckmeier  | 20 de outubro de 1942  | St. Nazaire | 9 de dezembro de 1942  | St. Nazaire | 51 dias  | 5 621     |
| 3     | Kptlt. Rolf Struckmeier | 20 de janeiro de 1943  | St. Nazaire | 29 de março de 1943    | Bordeaux    | 69 dias  | 9 563     |
| 4     | Kptlt. Rolf Struckmeier | 8 de maio de 1943      | Bordeaux    | 18 de julho de 1943    | St. Nazaire | 72 dias  |           |
| 5     | Kptlt. Rolf Struckmeier | 23 de setembro de 1943 | St. Nazaire | 25 de setembro de 1943 | St. Nazaire | 3 dias   |           |
| 5     | Kptlt. Rolf Struckmeier | 2 de outubro de 1943   | St. Nazaire | 28 de novembro de 1943 | St. Nazaire | 58 dias  |           |
| 6     | Oblt. Wolfgang Reisener | 29 de janeiro de 1944  | St. Nazaire | 3 de abril de 1944     | St. Nazaire | 66 dias  |           |
| 7     | Oblt. Wolfgang Reisener | 6 de junho de 1944     | St. Nazaire | 14 de junho de 1944    | Lorient     | 9 dias   |           |
| 8     | Oblt. Wolfgang Reisener | 22 de julho de 1944    | Lorient     | 23 de julho de 1944    | Lorient     | 2 dias   |           |
| 9     | Oblt. Wolfgang Reisener | 7 de agosto de 1944    | Lorient     | 10 de agosto de 1944   | Afundado    | 4 dias   |           |
| Total | Total                   | Total                  | Total       | Total                  | Total       | 370 dias | 35 830 t  |

## Navios atacados
O U-608 afundou cinco embarcações aliadas, num total de 35 830 toneladas.
| Data                   | Comandante       | Nome da Embarcação    | Toneladas | Nacionalidade | Comboio | Local do ataque    |
| ---------------------- | ---------------- | --------------------- | --------- | ------------- | ------- | ------------------ |
| 12 de setembro de 1942 | Rolf Struckmeier | Hektoria              | 13,797    | Reino Unido   | ON-127  | [ coordenadas 7 ]  |
| 12 de setembro de 1942 | Rolf Struckmeier | Empire Moonbeam       | 6,849     | Reino Unido   | ON-127  | [ coordenadas 8 ]  |
| 16 de novembro de 1942 | Rolf Struckmeier | Irish Pine            | 5,621     | Irlanda       |         | [ coordenadas 9 ]  |
| 8 de fevereiro de 1943 | Rolf Struckmeier | Daghild               | 9,272     | Noruega       | SC-118  | [ coordenadas 10 ] |
| 8 de fevereiro de 1943 | Rolf Struckmeier | HMS LCT-2335 [Trans.] | 291       | Reino Unido   | SC-118  | [ coordenadas 11 ] |
| Total                  | Total            | Total                 | 35830 t   |               |         |                    |

## Operações conjuntas de ataque
O U-608 participou das seguintes operações de ataque combinado durante a sua carreira:
- Stier[13] (29 de agosto de 1942 - 2 de setembro de 1942)
- Vorwärts[14] (2 de setembro de 1942 - 15 de setembro de 1942)
- Pfeil[21] (1 de fevereiro de 1943 - 9 de fevereiro de 1943)
- Neptun[24] (18 de fevereiro de 1943 - 3 de março de 1943)
- Neuland[25] (8 de março de 1943 - 13 de março de 1943)
- Dränger[26] (14 de março de 1943 - 20 de março de 1943)
- Trutz[28] (1 de junho de 1943 - 16 de junho de 1943)
- Trutz 1[29] (16 de junho de 1943 - 29 de junho de 1943)
- Geier 1[30] (30 de junho de 1943 - 15 de julho de 1943)
- Schlieffen[32] (14 de outubro de 1943 - 22 de outubro de 1943)
- Siegfried[33] (22 de outubro de 1943 - 27 de outubro de 1943)
- Siegfried 1[34] (27 de outubro de 1943 - 30 de outubro de 1943)
- Jahn[35] (31 de outubro de 1943 - 2 de novembro de 1943)
- Tirpitz 2[36] (2 de novembro de 1943 - 8 de novembro de 1943)
- Eisenhart 7[37] (9 de novembro de 1943 - 11 de novembro de 1943)
- Schill 2[38] (17 de novembro de 1943 - 22 de novembro de 1943)
- Igel 2[40] (9 de fevereiro de 1944 - 17 de fevereiro de 1944)
- Hai 1[41] (17 de fevereiro de 1944 - 22 de fevereiro de 1944)
- Preussen[42] (22 de fevereiro de 1944 - 14 de março de 1944)

## Coordenadas
1. ↑  em posição 46° 30' N 3° 08' O
2. ↑  em posição 48° 55' N 33° 38' O
3. ↑  em posição 48° 55' N 33° 38' O
4. ↑  em posição 42° 45' N 58° O
5. ↑  em posição 55° 25' N 26° 12' O
6. ↑  em posição 45° 25' N 5° 15' O
7. ↑  48° 55' N 33° 38' O
8. ↑  48° 55' N 33° 38' O
9. ↑  42° 45' N 58° O
10. ↑  55° 25' N 26° 12' O
11. ↑  55° 25' N 26° 12' O